# Melanocanthon nigricornis
Melanocanthon nigricornis är en skalbaggsart som beskrevs av Thomas Say 1823. Melanocanthon nigricornis ingår i släktet Melanocanthon och familjen bladhorningar. Inga underarter finns listade i Catalogue of Life.